# Kiss of Dawn
The Kiss of Dawn är den första singeln från HIMs nya album Venus Doom. Vidion till Låten finns även på HIM.s Sida på Youtube.

## Låtar
UK 7" picture disc #1
1. "The Kiss of Dawn" (album version)
2. "Passions' Killing Floor" (Remix)

UK 7" picture disc #2:
1. "The Kiss of Dawn" (album version)
2. "Love in Cold Blood" (acoustic)

Maxi CD singel & International Maxi digital singel:
1. "The Kiss of Dawn" (album version)
2. "Passions' Killing Floor" (remix)
3. "Love in Cold Blood" (acoustic)